# 韩敬群

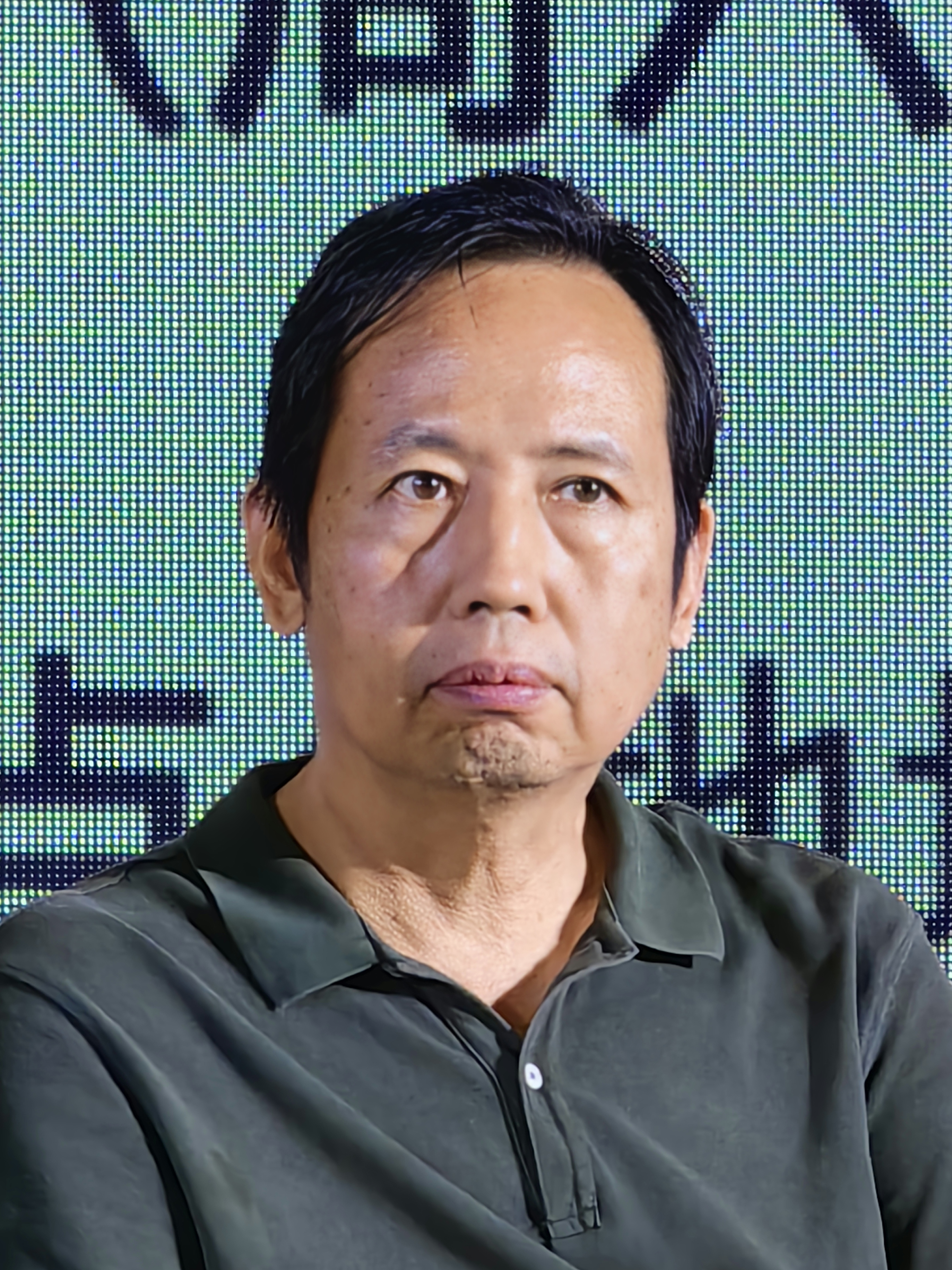
韩敬群在2023年地坛书市

韩敬群（1965年10月—），男，汉族，安徽望江人，中华人民共和国政治人物。现任北京十月文化传媒有限公司董事长，北京十月文艺出版社总编辑。第十三、十四届全国政协委员。